# مکنیر (آرکانزاس)
مکنیر (به انگلیسی: McNair) یک منطقهٔ مسکونی در ایالات متحده آمریکا است که در شهرستان واشینگتن، آرکانزاس واقع شده‌است. مکنیر ۳۸۷ متر بالاتر از سطح دریا واقع شده‌است.